# Hyposarotis atyphopa
Hyposarotis atyphopa är en fjärilsart som beskrevs av Diakonoff 1988. Hyposarotis atyphopa ingår i släktet Hyposarotis och familjen vecklare. Inga underarter finns listade i Catalogue of Life.